# Canal antiguo de Changzhou
El Canal Antiguo de Changzhou, en idioma chino: 常州古运河, es un canal de 44,2 kilómetros de longitud en China, que se extiende en dirección sudeste-noroeste en Changzhou, en la provincia de Jiangsu, China.

## Historia
Este canal es parte del canal de Jiangnan que fue excavado en la Dinastía Sui (581-618 CE). Está ubicado en la estación de ling (en chino: 毗陵驿) que se encuentra en la orilla norte del canal desde el que se ha seguido viendo la flota de transporte en el canal. La estación de Ling es una de las estaciones más grandes de la antigua China. Fue responsable de pasar los edictos imperiales de los emperadores y los escritos sobre situaciones militares. Además, también solía recibir a oficiales de alto rango, lo cual es novedoso en Jiangnan.
El Antiguo Canal de Changzhou es parte del Gran Canal de China. Durante miles de años, el antiguo canal ha sido el río más grande de Changzhou. El antiguo canal tiene ricos recursos humanos y lugares de interés, y tiene varios sitios arqueológicos con la cultura histórica de Changzhou. Hoy en día el antiguo canal de Changzhou se está convirtiendo en un reclamo turístico que combina el paisaje con el paisaje humano histórico.
Sometido a los sedimentos de dos mil años, el Gran Canal ha formado su cultura específica y sus costumbres populares. Durante la 28ª Convención del Patrimonio Mundial, el departamento relacionado con China se preparó para aplicar el canal como el proyecto alternativo del Sitio del Patrimonio Mundial con otras 17 ciudades. Los Estados Unidos han llegado a la conclusión de que el carácter del Gran Canal representa la migración y el desplazamiento de los seres humanos, el intercambio constante y el beneficio mutuo de mercancías, pensamiento, conocimientos y valores, y representa el intercambio y la alimentación mutua de la cultura en el tiempo y el espacio.
Changzhou es una parte indispensable del Gran Canal de Jinghang que apuesta por el patrimonio mundial. Desde hace dos mil años, el antiguo canal ha formado los rasgos específicos y las características culturales de Changzhou, que es una ciudad que posee una pared rosa y un azulejo negro, un pequeño puente sobre el arroyo que fluye, arando a la gente y a los habitantes que viven a lo largo del río. El comercio de los hombres de negocios, el transporte de agua por el canal, la madera, el arroz, los frijoles, la fruta, la industria del té y la industria y el comercio nacionales han contribuido a la gloria económica de Changzhou. La protección y el desarrollo de estos patrimonios culturales intangibles únicos tienen una influencia muy realista y profunda en el nuevo desarrollo de Changzhou.

## Descripción
La cabecera del Canal Antiguo de Changzhou se deriva de Grate Kei Lane y llega al Dongpo Park (en chino:东坡公园) en el norte. Si se toma el barco Huafang, desde el muelle de barcos, del que el emperador Qianlong ha visitado varias veces, hay un antiguo callejón lleno de sitios históricos, rimas arcaicas y citas literarias. El callejón de cien metros de largo contiene la estación de pilotaje,  Huaghua Pavilion el Pabellón de Huaghua y las luces del faro. A lo largo del antiguo canal de Hangzhou a Changzhou, se pasa por el Pabellón de Equipamiento del barco, también llamado de Dongpo porque está relacionado con Su Shi.
Hoy en día, con el Pabellón de Equipamiento del Barco (en chino: 舣舟亭) como centro, se formó el Parque Dongpo que combina el antiguo canal de Changzhou, los sitios históricos y los nuevos escenarios. La piedra de tinta de Dongpo Washing, el Beiting Qianlong, y el Muelle Imperial pertenecían a los objetos del patrimonio de la ciudad. El Parque Dongpo es la mejor posición para ver el gran Canal Antiguo de Changzhou.